# Kirche Bansin

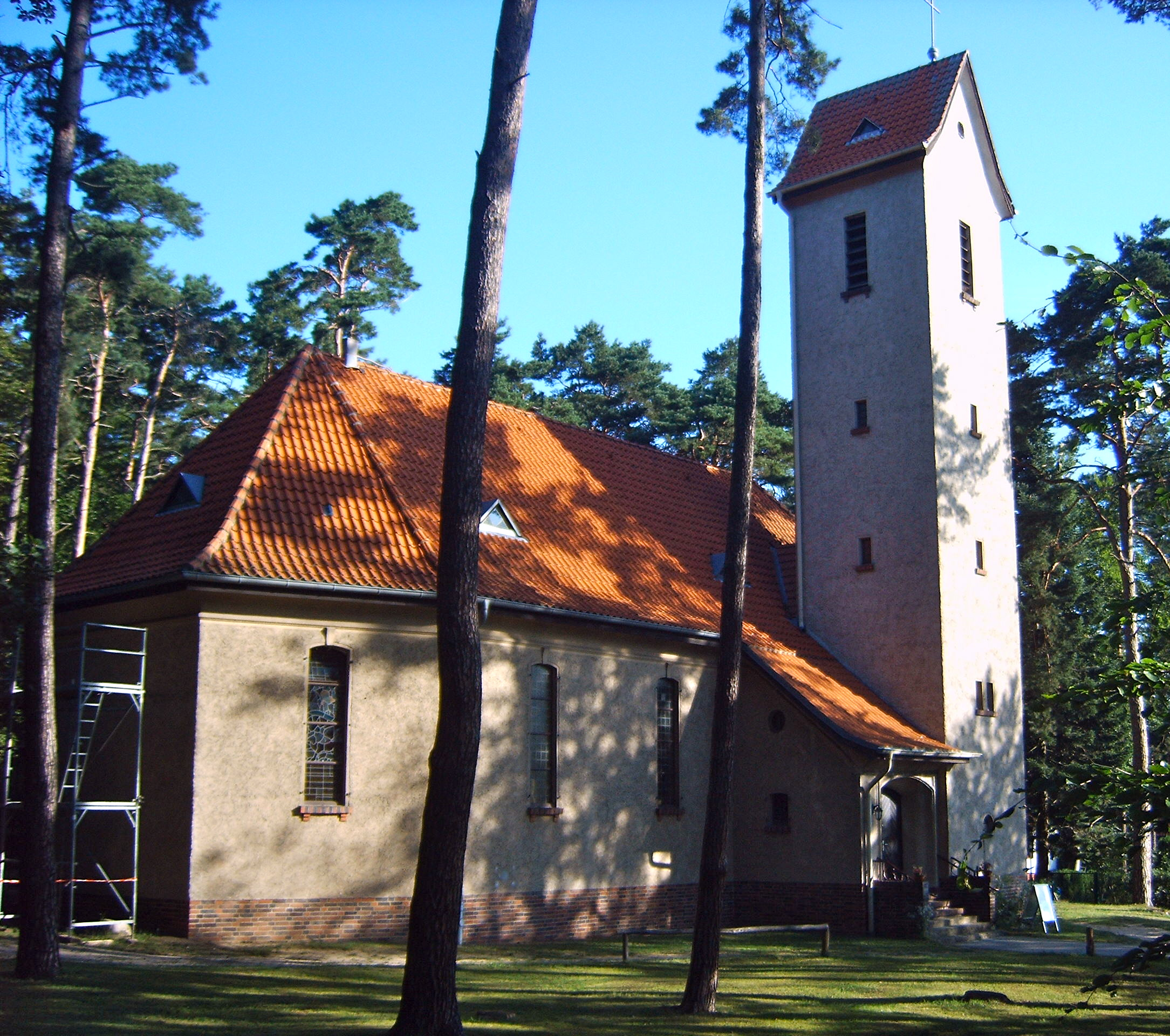
Kirche Bansin

Die Kirche Bansin, auch Waldkirche genannt, ist ein aus dem Jahr 1939 stammendes Kirchengebäude im Ortsteil Bansin Dorf von Bansin in Vorpommern. Die Kirche liegt am westlichen Ortsrand im Bansiner Wald. 

## Geschichte
Die Kirche wurde 1938/1939 nach dem Vorbild der heute nicht mehr existierenden Swinemünder Kreuzkirche und Plänen des Architekten Raimund Ostermaier (1879–1960) erbaut. Sie ist die zweitjüngste Kirche auf der Insel Usedom nach der katholischen Kirche in Heringsdorf. Am 12. Februar 1939 wurde die Bansiner Kirche eingeweiht.
1971 wurde die Kirche ausgebessert, der Innenraum erhielt einen neuen Anstrich (erneut 1993).

## Bauwerk
Es handelt sich um ein ziegelgedecktes, rechteckiges Langhaus als Kirchenschiff mit einem seitlich angesetzten, weiß geschlämmten Kirchturm. Die Kirche ist gesüdet. Die wichtigste Ansichtsseite ist die östliche mit dem Kirchturm, die Besucher vom Hauptweg aus Richtung Bansin sehen.
Auf der Empore im hinteren Teil der Kirche steht eine Orgel, die 1932 von der Orgelmanufaktur E.F. Walcker & Cie. für die Aula einer Hamburger Schule gebaut wurde und 1939 in der Basiner Waldkirche von der Werkstatt Wilhelm Sauer Orgelbau aufgestellt und eingerichtet wurde. Sie besteht aus 11 Registern auf zwei Manualen und Pedal. 2009 wurde die Orgel von Orgelbauer Christian Scheffler restauriert, der einige Veränderungen in Richtung Neobarock aus der Zeit nach 1945 wieder rückgängig machte.
| I. Manual C–g³   |    |
| Prinzipal        | 8′ |
| Flute harmonique | 8′ |
| Oktave           | 4′ |
| Nachthorn        | 2′ |
| Mixtur 3-4f.     |    |

| II. Manual C–g³ |    |
| Rohrflöte       | 8′ |
| Viola           | 8′ |
| Vox celeste     | 8′ |
| Traversflöte    | 4′ |
| Zimbel 2f.      |    |

| Pedal C–f¹ |           |
| Subbass    | 16′       |
| Cello      | 8′ Tr. II |

Unter der Orgelempore wurde eine Winterkirche eingerichtet. Hier steht eine Saalorgel mit den beiden Registern Gedackt 8' und Flöte 4'.
Die Kirche erhielt zur Fertigstellung drei 1938 von der Glockengießerei Schilling, Apolda gegossene Kirchenglocken aus Bronze, von denen zwei während des Zweiten Weltkriegs zur Rüstungszwecken beschlagnahmt und eingeschmolzen wurden, die mittlere Glocke blieb erhalten. Die verschwundenen Glocken wurden 1955 ersetzt durch zwei Eisenhartgussglocken der Gießerei Schilling & Lattermann.
- Glocke 1 von 1955 hat einen Durchmesser von 1050 mm und den Schlagton h′.
- Glocke 2 von 1938 hat einen Durchmesser von 735 mm und den Schlagton c″.
- Glocke 3 von 1955 hat einen Durchmesser von 770 mm und den Schlagton e″.

## Kirchgemeinde
Die evangelische Kirchengemeinde im Seeheilbad Bansin gehört seit 2012 zur Propstei Pasewalk im Pommerschen Evangelischen Kirchenkreis der Evangelisch-Lutherischen Kirche in Norddeutschland. Vorher gehörte sie zum Kirchenkreis Greifswald der Pommerschen Evangelischen Kirche.